# Amadeus Gollner
Amadeus Gollner (* 1966 in Görlitz) ist ein deutscher Theaterschauspieler und Regisseur.

## Leben
Amadeus Gollner absolvierte von 1989 bis 1993 seine Schauspielausbildung an der Hochschule für Schauspielkunst „Ernst Busch“ Berlin, Abteilung Rostock. Nach Abschluss einer Ausbildung hatte er Engagements am Volkstheater Rostock (1991–1993), am Staatstheater Kassel (1993–1999), am Burgtheater in Wien (1999–2002) und am Nationaltheater Mannheim (2006–2008).
Seit der Spielzeit 2008/09 ist er festes Ensemblemitglied am Staatstheater Cottbus, wo er im Oktober 2008 als Albert in dem Theaterstück Musen im Rausch von Bert Koß debütierte. Im Oktober 2008 übernahm er am Staatstheater Cottbus die Rolle des Charlie in der Uraufführung des Theaterstücks Die Nebensächlichen von Dominik Finkelde. 2010 wurde er für seine künstlerischen Leistungen am Staatstheater Cottbus mit dem Max-Grünebaum-Preis der Max-Grünebaum-Stiftung ausgezeichnet.
Wichtige Bühnenrollen Gollners waren: Graf Egmont in Egmont von Goethe, Feste der Narr und Malvolio in Was ihr wollt von Shakespeare, Puck in Ein Sommernachtstraum von Shakespeare, Mann im Fahrstuhl in Der Auftrag von Heiner Müller und Ludwig Klinke in dem Schwank Die spanische Fliege von Arnold und Bach. Am Staatstheater Rostock spielte er u. a. Franz Moor in Die Räuber, den Egmont, den „kaltblütig kalkulierenden, geschliffenen“ Politiker Peter Stockmann in Ein Volksfeind, den Gemeindepfarrer Stig Berggren in Wie im Himmel, Telegin in Onkel Wanja und den Butler in Der Besuch der alten Dame.
Er arbeitete u. a. mit den Regisseur(innen) Mario Holetzeck, Christian Schlüter, Peter Kupke, Catharina Fillers, Markus Dietz, Thomas Bading, Andreas Nathusius, Karin Baier und Andreas Kriegenburg zusammen.
Gollner arbeitet auch als Regisseur und als Schauspiellehrer an verschiedenen deutschsprachigen Schauspielschulen. Am Staatstheater Cottbus inszenierte er u. a. die Uraufführung des Theaterstücks Kein letzter Tag von Matthias Körner, Drei Mal Leben von Yasmina Reza sowie im Großen Haus Shakespeares Was ihr wollt.
Amadeus Gollner ist eng mit dem jüngeren Schauspielkollegen Lukas Koller befreundet. Er lebt in Cottbus.

## Filmografie
- 1992: Das große Fest (Fernsehfilm)
- 1996: Lautlose Schritte (Fernsehfilm)
- 2004: Mörderische Elite (Fernsehfilm)
- 2005: Bianca – Wege zum Glück (Fernsehserie, zwei Folgen)
- 2007: Krimi.de: Kein zurück (Fernsehserie, eine Folge)
- 2022: Wut auf Kuba (Kinofilm)

## Hörspiele (Auswahl)
- 1997: Helmut Bez: Tod in der Provinz – Regie: Klaus-Dieter Pittrich (Original-Hörspiel, Kriminalhörspiel – WDR)
- 2008: Sandra Kellein: Wolf Regie: Sandra Kellein (Originalhörspiel – SWR/Sandra Kellein (Auftragsproduktion))
- 2019: Tom Peuckert: Doberschütz und das Ende des Informanten (Fremder) – Regie: Thomas Leutzbach (Originalhörspiel, Kriminalhörspiel – WDR)

Quelle: ARD-Hörspieldatenbank